# Sybra murina
Sybra murina là một loài bọ cánh cứng trong họ Cerambycidae.